# Gossoncourt
Ne pas confondre avec Gutschoven (anciennement Gossoncourt en français), la section de la commune belge de Heers, dans la province du Limbourg.
Pour les articles homonymes, voir Gossoncourt (Moselle) et Goetsenhoven (homonymie).
Gossoncourt (Goetsenhoven en néerlandais) est une section de la ville belge de Tirlemont située en Région flamande dans la province du Brabant flamand, à quelques kilomètres de la frontière linguistique avec la Région wallonne. C'était une commune à part entière avant la fusion des communes de 1977.

## Étymologie
Selon Chotin, il existe des variantes du nom de Gossoncourt ou Goetsenhoven : Gocencourt (1213), Gotcencourt et Gotchencourt (1334), Goitsenhoven (1302), Gotsenhoven (1415). Suivant cet écrivain, la terminaison germanique: HOVEN ou HOVE, et la terminaison romane: COURT indiquent l'existence d'une ferme, d'une manse, d'un manoir qui attirait des ouvriers au pied de leur travail, fixait des serfs auprès du maître.
D'autre part, selon Alphonse Wauters et aussi Heylen, l'appellation Gossoncourt-Goidsenhoven provient d'un seigneur appelé GOZELEN ou GOSON, ou plutôt GOSUIN, qui y avait un manoir, cour ou hof. Au fil du temps, on constate que les seigneurs de Gossoncourt se sont transmis de père en fils le prénom de Gosuin.
S'agissant de la commune, on trouve des dénominations en français ou en flamand, ce qui donne précisément :
- en français : Gocincourt (1155), Goscencourt (1226), Gozoncourt (1227, 1351), Cochencourt (1234), Gossoncourt (1255), Gonconcourt (1263), Cochencuert ou Cochencurt (1267, 1356), Cochecourt (1271), Goitsencourt (1271, 1316), Cochoncourt (1300, 1324), Gocencourt (1366), Gotsencourt (1367, 1368), Goussencourt (1697), Gossencourt (1755, 1761) ;
- en flamand : Goscenoven (1253), Goitsenhoven (1288, 1298, 1434, 1438, 1505, 1511, 1686, 1755), Goetsenhoven (1305, 1437, 1438), Goetenoven (1305), Gotzenhove (1325), Goesoeven (1438), Godsenhoven (1469), Goitsenhoven (1499), Goidsenhoven (1511, 1648, 1771), Goidtsenhoven (1582, 1656, 1756, 1829).

## Géographie
Gossoncourt est constituée de hameaux, la majeure partie des habitations étant agglomérée au centre de la commune, le long du chemin dit des Wallons, de l'Oude straet et des voies secondaires qui se relient à ces deux voies principales.
La commune forme un vaste plateau culminant à 97 mètres. Le limon hesbayen du système diluvien recouvre la totalité du territoire. Le sol est en général argileux, il n'est sablonneux que par exception.
On trouve quelques petits bois où les essences dominantes sont le chêne, le canada, le bois blanc et le peuplier d'Espagne. Des vignes cultivées autrefois à l'est du village n'existent plus. On cultive surtout le froment, le seigle, l'orge, l'escourgeon, l'avoine, le colza, les betteraves, la pomme de terre, le chanvre et les trèfles.

## Démographie
- Sources : INS, Rem. : 1831 jusqu'en 1970 = recensements, 1976 = nombre d'habitants au 31 décembre[8].

## Histoire

### Origine du village
L'église Saint-Laurent de Gossoncourt a été bâtie dans les premières années du XIIe siècle, donc l'origine du village de Gossoncourt remonte au moins au siècle précédent. Ce village semble d'abord avoir appartenu aux seigneurs d'Heverlee, qui y conservèrent la suzeraineté après que ce domaine eût été séparé de la baronnie, dans le premier quart du XIIIe siècle. Une dame d'Heverlee, nommée Ide, eut pour fils le chevalier Gosuin II de Gossoncourt,,.

### Seigneurie de Gossoncourt

#### Premiers seigneurs
Les seigneurs de Gossoncourt (armoiries : d'or au sautoir de sable  ) ont occupé un rang important et se sont transmis, de père en fils, le même prénom de Gosuin. Gosuin V de Gossoncourt, mort sans descendant en 1346, institua pour son héritier son cousin Walter III de Golart, qu'il devienne seigneur de Gossoncourt, à condition d'adopter ses armes et son cri d'armes. En effet, Walter II de Golard s'est marié avec Gude de Gossoncourt, et un fils né de cette union, appelé Walter, comme son père, devint seigneur de Gossoncourt.
|  |  |  |  |                              |                              |                              |                              |                                                                      |                                                                      |                                                                      |                                                                      |                                                                      |                                                                      |                     |                     |                     |                     |  |  | | | | | | |
|  |  |  |  |                              |                              |                              |                              |                                                                      |                                                                      |                                                                      |                                                                      |                                                                      |                                                                      |                     |                     |                     |                     |  |  | | | | | | |
|  |  |  |  | Walter II Seigneur de Golart | Walter II Seigneur de Golart | Walter II Seigneur de Golart | Walter II Seigneur de Golart | Walter II Seigneur de Golart                                         | Walter II Seigneur de Golart                                         |                                                                      |                                                                      | Gude de Gossoncourt                                                  | Gude de Gossoncourt                                                  | Gude de Gossoncourt | Gude de Gossoncourt | Gude de Gossoncourt | Gude de Gossoncourt |  |  | Gosuin IV van Goetsenhoven Seigneur de Gossoncourt, Chevalier †1325 | Gosuin IV van Goetsenhoven Seigneur de Gossoncourt, Chevalier †1325 | Gosuin IV van Goetsenhoven Seigneur de Gossoncourt, Chevalier †1325 | Gosuin IV van Goetsenhoven Seigneur de Gossoncourt, Chevalier †1325 | Gosuin IV van Goetsenhoven Seigneur de Gossoncourt, Chevalier †1325 | Gosuin IV van Goetsenhoven Seigneur de Gossoncourt, Chevalier †1325 |
|  |  |  |  | Walter II Seigneur de Golart | Walter II Seigneur de Golart | Walter II Seigneur de Golart | Walter II Seigneur de Golart | Walter II Seigneur de Golart                                         | Walter II Seigneur de Golart                                         |                                                                      |                                                                      | Gude de Gossoncourt                                                  | Gude de Gossoncourt                                                  | Gude de Gossoncourt | Gude de Gossoncourt | Gude de Gossoncourt | Gude de Gossoncourt |  |  | Gosuin IV van Goetsenhoven Seigneur de Gossoncourt, Chevalier †1325 | Gosuin IV van Goetsenhoven Seigneur de Gossoncourt, Chevalier †1325 | Gosuin IV van Goetsenhoven Seigneur de Gossoncourt, Chevalier †1325 | Gosuin IV van Goetsenhoven Seigneur de Gossoncourt, Chevalier †1325 | Gosuin IV van Goetsenhoven Seigneur de Gossoncourt, Chevalier †1325 | Gosuin IV van Goetsenhoven Seigneur de Gossoncourt, Chevalier †1325 |
|  |  |  |  |                              |                              |                              |                              |                                                                      |                                                                      |                                                                      |                                                                      |                                                                      |                                                                      |                     |                     |                     |                     |  |  | | | | | | |
|  |  |  |  |                              |                              |                              |                              | Walter III de Gossoncourt Seigneur de Golart et de Gossoncourt †1365 | Walter III de Gossoncourt Seigneur de Golart et de Gossoncourt †1365 | Walter III de Gossoncourt Seigneur de Golart et de Gossoncourt †1365 | Walter III de Gossoncourt Seigneur de Golart et de Gossoncourt †1365 | Walter III de Gossoncourt Seigneur de Golart et de Gossoncourt †1365 | Walter III de Gossoncourt Seigneur de Golart et de Gossoncourt †1365 |                     |                     |                     |                     |  |  | Gosuin V van Goetsenhoven Seigneur de Gossoncourt et de Bas-Heylissem, Chevalier 1320-1346 Sa femme Marie de Velpen ne donna pas d'enfant → Testament en faveur du fils de Gude de Gossoncourt | Gosuin V van Goetsenhoven Seigneur de Gossoncourt et de Bas-Heylissem, Chevalier 1320-1346 Sa femme Marie de Velpen ne donna pas d'enfant → Testament en faveur du fils de Gude de Gossoncourt | Gosuin V van Goetsenhoven Seigneur de Gossoncourt et de Bas-Heylissem, Chevalier 1320-1346 Sa femme Marie de Velpen ne donna pas d'enfant → Testament en faveur du fils de Gude de Gossoncourt | Gosuin V van Goetsenhoven Seigneur de Gossoncourt et de Bas-Heylissem, Chevalier 1320-1346 Sa femme Marie de Velpen ne donna pas d'enfant → Testament en faveur du fils de Gude de Gossoncourt | Gosuin V van Goetsenhoven Seigneur de Gossoncourt et de Bas-Heylissem, Chevalier 1320-1346 Sa femme Marie de Velpen ne donna pas d'enfant → Testament en faveur du fils de Gude de Gossoncourt | Gosuin V van Goetsenhoven Seigneur de Gossoncourt et de Bas-Heylissem, Chevalier 1320-1346 Sa femme Marie de Velpen ne donna pas d'enfant → Testament en faveur du fils de Gude de Gossoncourt |

Walter III de Gossoncourt fut à son tour père d'un Walter (ou Wautier), qui releva la seigneurie de Golart en 1365, mais on ne sait pas précisément ce qu'il advint de la seigneurie de Gossoncourt. On retrouve cependant Gérard, seigneur de Velp, Hélissem, Héverlé et Gossoncourt, chevalier, petit-fils de Henri de Velpen, dit Éveraerts, ce dernier ayant épousé Cécile de Gossoncourt.
Ensuite, Jacob Bauw, né en 1428, fut titré Seigneur châtelain des Muggenberg Rooy et Berg, et seigneur de Goetsenhoven/Gossencourt et Duffel. Sa fille Catherine de Bauw, dame de Gossencourt, épousa en outre Guillaume II van Merode, seigneur de Vologne et de Rummer. Un fils de ce couple, Richard de Merode, fut, à son tour, seigneur de Goitsenhoven, épousa Jeanne de Berlo et le couple eut cinq enfants.

#### Liste des seigneurs de Gossoncourt
- Goswin (1190-1236), fils de Goswin II d'Heverlee[c] ;
- Gosuin II van Goetsenhoven († 1260), marié avec Catherine ;
- Gosuin III van Goetsenhoven ;
- Gosuin IV van Goetsenhoven († 1325), marié avec Marguerite ;
- Godfried van Goetsenhoven, marié avec Mathilde de Lantwyck au XIIIe siècle[13] ;
- Gosuin V van Goetsenhoven (1320-1346), marié avec Marie de Velpen, sans descendance ;
- Walter III de Golart[11],[a] ;
- Gérard, seigneur de Velp, Hélissem, Héverlé et Gossoncourt, chevalier, petit-fils de Henri de Velpen, dit Éveraerts, lequel a épousé Cécile de Gossoncourt[12] ;
- Guillaume de Heilissem, seigneur de Goetsenhoven lors de la vente de la quatrième partie de la seigneurie de Nederheilissem en 1376[14] ;
- Jacob Bauw (1428)[b] ;
- Richard de Merode, fils de Guillaume II de Merode et de Catherine de Bauw, dame de Gossencourt.
- Jean Van Meldert (1756) : propriétaire de la seigneurie de Gossoncourt, comprenant aussi les hameaux de Meer et Ast[note 2],[15].
- Joseph-François de Man (1761)[note 3],[16].
- Charles-François Godfriaux (1781)[note 4],[17].

## Infrastructures

### Industrieau Moyen Âge
Il n'a jamais existé ni moulin à vent, ni moulin à eau, les habitants de Gossoncourt étaient jadis astreints à faire moudre leurs grains au moulin que les seigneurs possédaient à Bas-Heylissem et qu'ils cédèrent au XIVe siècle, en même temps que la seigneurie de ce nom, à l'abbaye d'Heylissem.

### Château / Maison de repos

#### Description
Le château de Gossoncourt comprend une tour carrée en moellon de pierre bleue, bâtie vers 1400 et deux ailes complètement modernisées. Le rez-de-chaussée du donjon fut rehaussé vers 1766. En haut, on remarque la place pour une sentinelle. Les bâtiments d'habitation, bâtis sur trois côtés de la tour, et les bâtiments de ferme, datent du XVIIIe siècle aussi.
Le domaine actuel du château est comme au XVIIIe siècle, les terres ayant une surface d'environ 65 ha. Autrefois il y avait une chapelle reliée au château. L'autel était consacré à sainte Génovève. Dans la clôture du château subsiste la trace d'une porte par laquelle on pouvait aller directement à la chapelle.

#### Propriétaires
Le château de Gossoncourt est cité dans le testament de Gosuin V du 25 février 1346 comme étant la Maison des chevaliers ((nl) 't ridderhuys), refuge temporaire pour ses maîtres.
La porte d'entrée porte aujourd'hui un blason avec les armes de la Maison de Mérode, une inscription en vieux français presque illisible, et la date de 1730. À partir du XVIe siècle en effet, plusieurs générations de la famille Mérode sont propriétaires du château et de son domaine.
En 1781, l'ensemble du domaine est vendu à un Jonkheer (Messire), Charles-François-Godfriaux d'Orbais, seigneur d'Aubremez. Plus tard, Guillaume Vandeschilde (1812-1900) a fait du château sa résidence secondaire. En 1898, les espaces de vie étaient agrandis, une chapelle néogothique ajoutée et les bâtiments de ferme rénovés. Il a légué le domaine à la congrégation des sœurs grises, à la condition qu'elles emploient le château pour uniquement loger et soigner des personnes âgées, ce qu'elles firent jusqu'en 1987.
Depuis 1989 et encore aujourd'hui, l'ancien château est une maison de repos qui porte le nom Huize Nazareth.

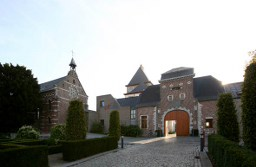
La cour intérieure du château et sa chapelle à gauche.
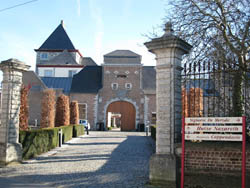
L'ancien château de Gossoncourt devenu maison de retraite.
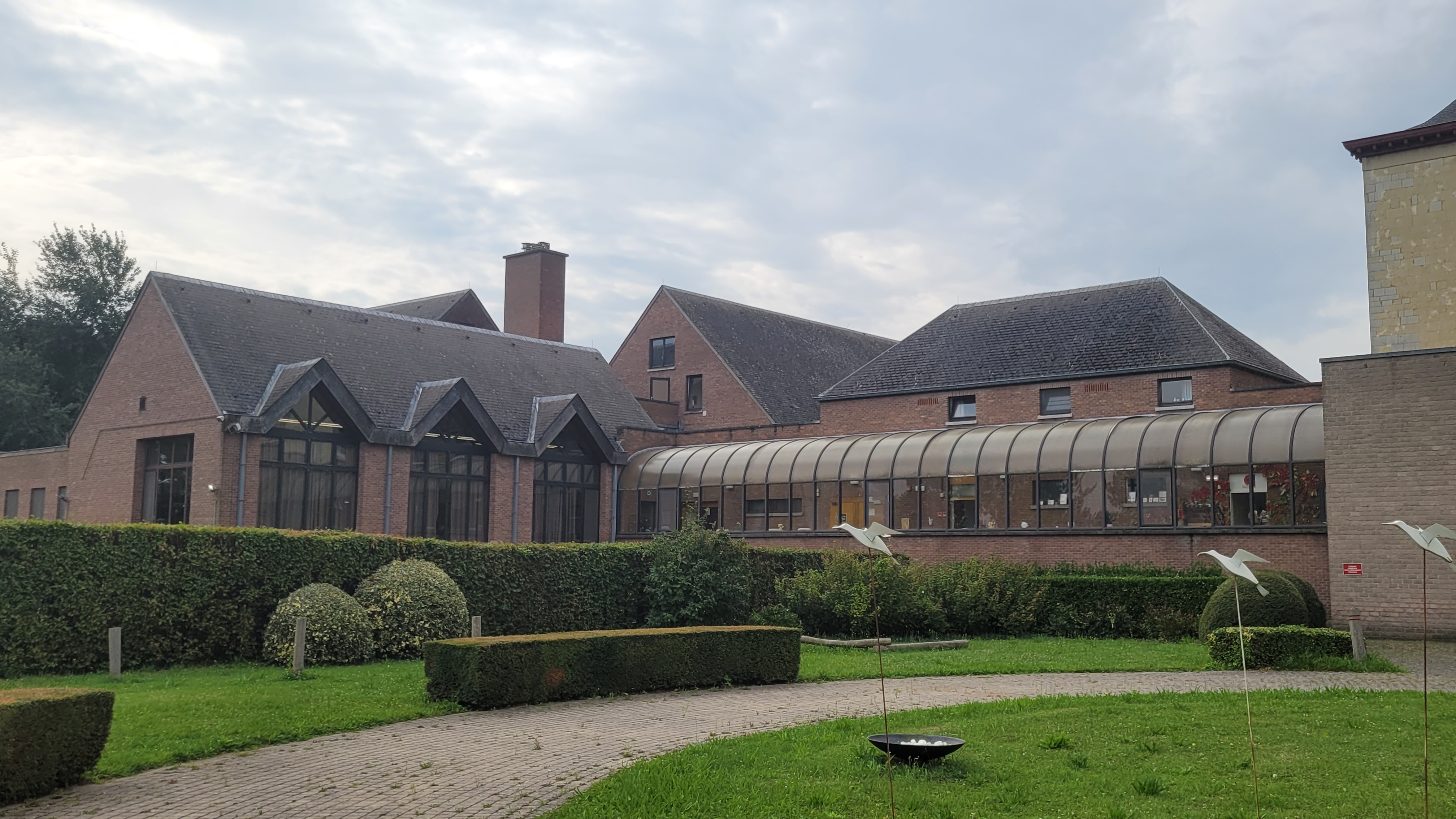
Vue d'ensemble de la maison de retraite.
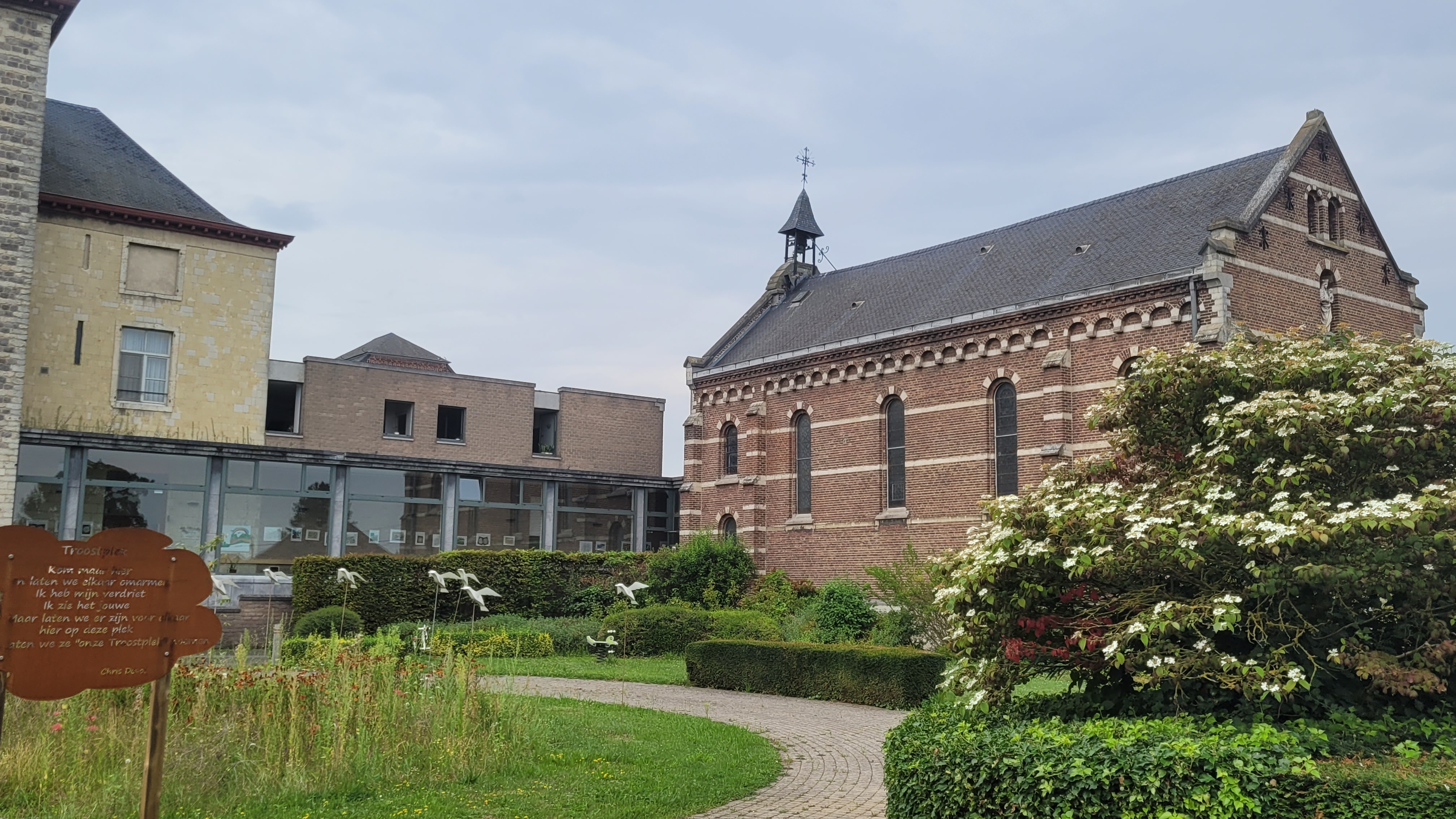
La maison de retraite et sa chapelle.
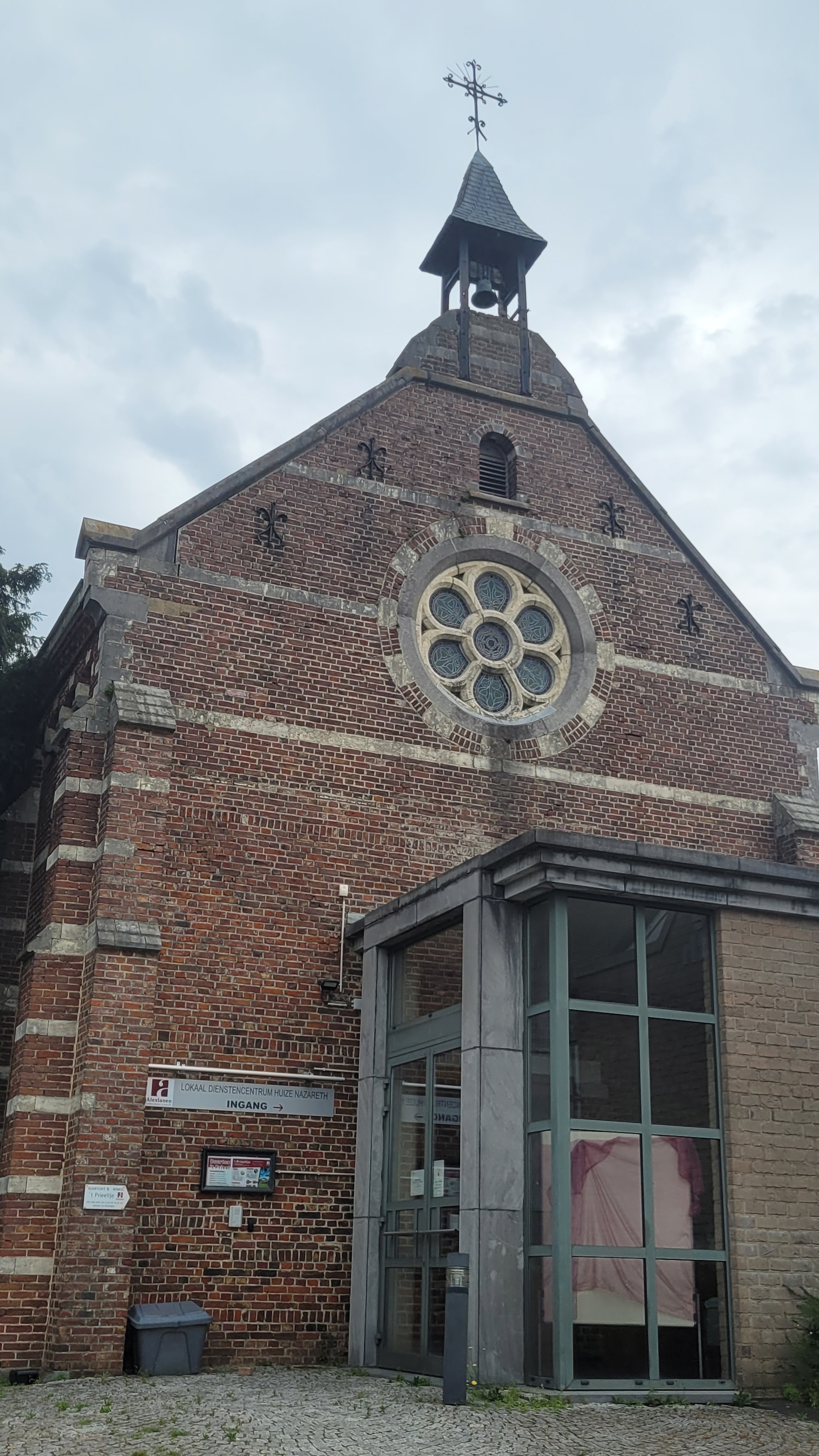
La chapelle de la maison de retraite.

### Terrain d'aviation
Avant la dernière guerre, Gossoncourt était réputé pour son champ d'aviation où les pilotes militaires belges faisaient leurs classes. Aujourd'hui, ce petit aérodrome militaire est le siège des Cadets de l'air de Belgique mais sert sert aussi d'aéroclub civil.